# فينيتسا (مقدونيا)
فينيتسا (Виница) هي مدينة في مقاطعة فينيكا في جمهورية مقدونيا.
يبلغ عدد سكانها حوالي 18,367 نسمة.